# Crassula viridis
Crassula viridis är en fetbladsväxtart som först beskrevs av Sereno Watson, och fick sitt nu gällande namn av M. Bywater och G.E. Wickens. Crassula viridis ingår i släktet krassulor, och familjen fetbladsväxter. Inga underarter finns listade i Catalogue of Life.